# 裸買
裸買（shop naked）即購物時避免使用不必要的包裝，減少浪費。「裸買運動」是一系列可持續發展關注組織思網絡發起的環保行動。鼓勵社區環保意識之餘，亦為可能落實的都市固體廢物收費計劃作好準備。

## 背景

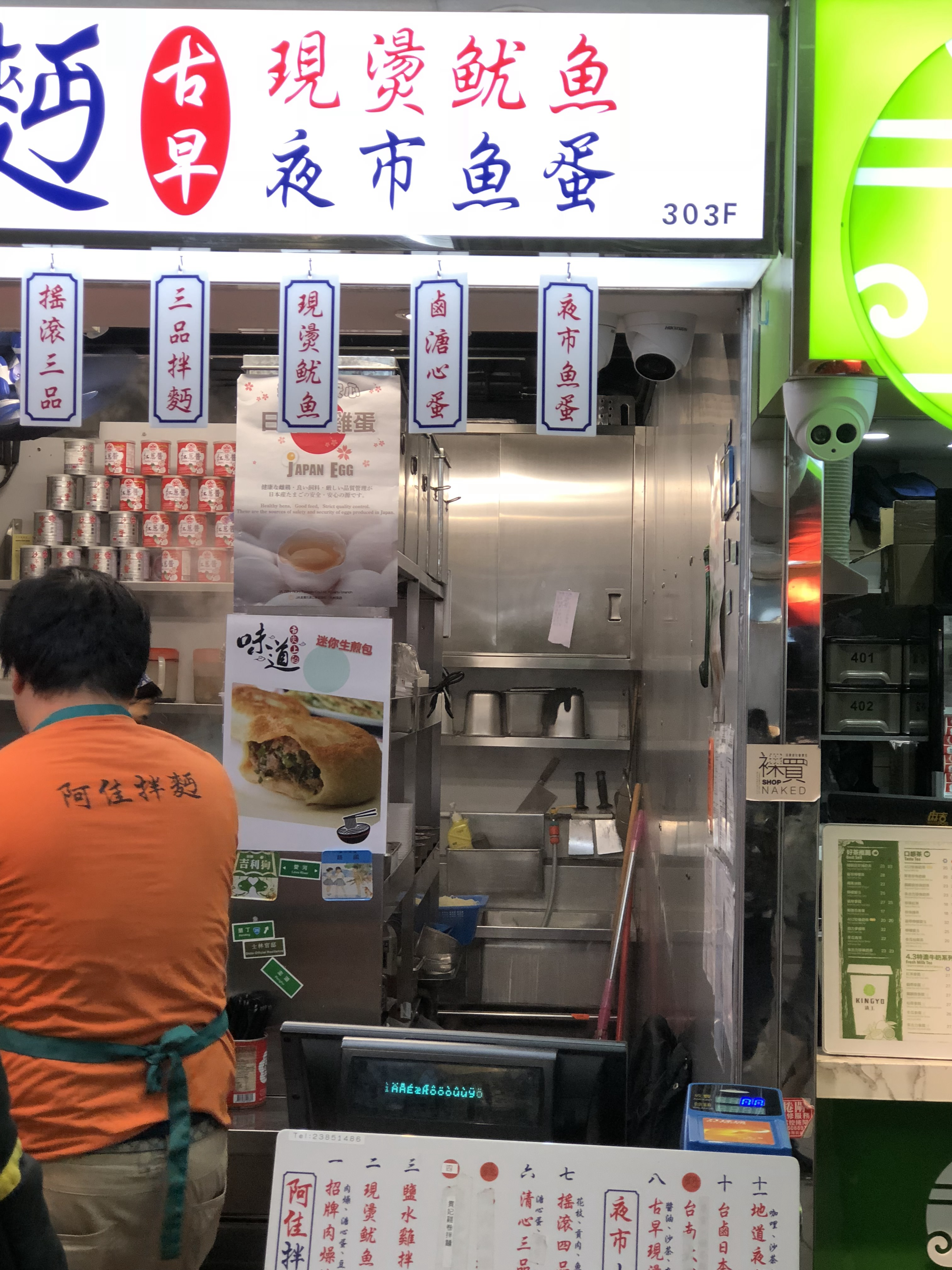
支持裸買的小店

香港2016年都市固體廢物棄置量總量為379萬公噸，即每日平均逾1萬公噸，較2015年增加了約百分之二，情況堪憂。社會中的家居垃圾主要是廚餘及各類包裝品，例如超市膠袋、清潔劑容器及外賣包裝盒等。現時不少歐美國家都已設有無包裝商店，既能減少浪費，亦可讓顧客按需要購物，避免過度消費。「裸買行動」鼓勵消費者承擔對消費者社會責任，購買無包裝貨品及自攜器皿購物，從源頭減廢，將環保消費意識帶入社區，亦為可能實施的垃圾徵費計畫早作準備。

## 社區裸買日@中西區
經過網上的意見收集，思網絡總監鄭敏華有感於市場提供裸買的店舖或食肆選擇太少，於是花費近兩個月時間與不同商店傾談並獲一定數量的商戶支持顧客自備容器，其中包括餐廳、飲品店、麵包舖、雜貨店、糖果舖和燒味店等。活動亦特設一個「裸買地圖」識別支持裸買行動的商戶供顧客參考。「社區裸買日@中西區」在2017年7月29至30日的太平山街及周邊社區舉行，分為五個部分。
- 其一，逾100間小店承諾貼上思網絡設計的「裸買」貼紙並提供「裸買」優惠，當中大部分為餐廳，亦有香料店及雜貨店等；
- 其二，舉辦多場美食團供團友跟著地圖到處以自備飯盒尋找美食；
- 其三，一名業主免租將地舖借給16間小店擺檔兩天，售賣人手製作的肥皂、有機零食、無添加人造化合物的清潔劑、可重用的麵包袋、鋼飲管和小量手造食品，吸引市民以自備購物袋購買。[7]
- 其四，大會特設工作坊教導市民做手造糖，並示範使用香橙皮和檸檬皮等有機材料製造蚊香；
- 其五，大會更設「裸買X跑步讀書會」，跑者跑步後可以八折的價錢購買啤酒[8]

香港環境局局長黃錦星曾撰文支持活動，香港政府環境保護署的虛構角色「大嘥鬼」亦在社交網站專頁上載了一張其在地鐵站內裸體，手持一個印有「裸」字環保購物袋蓋掩重要部位的照片，指「鬼鬼想邀請大家一齊裸呀」，邀請網友參加在太平山的裸買活動。適逢當時一名二十歲男子裸體由尖沙咀乘搭地鐵到北角的新聞正盛，引起網民熱議。

## 葵涌廣場

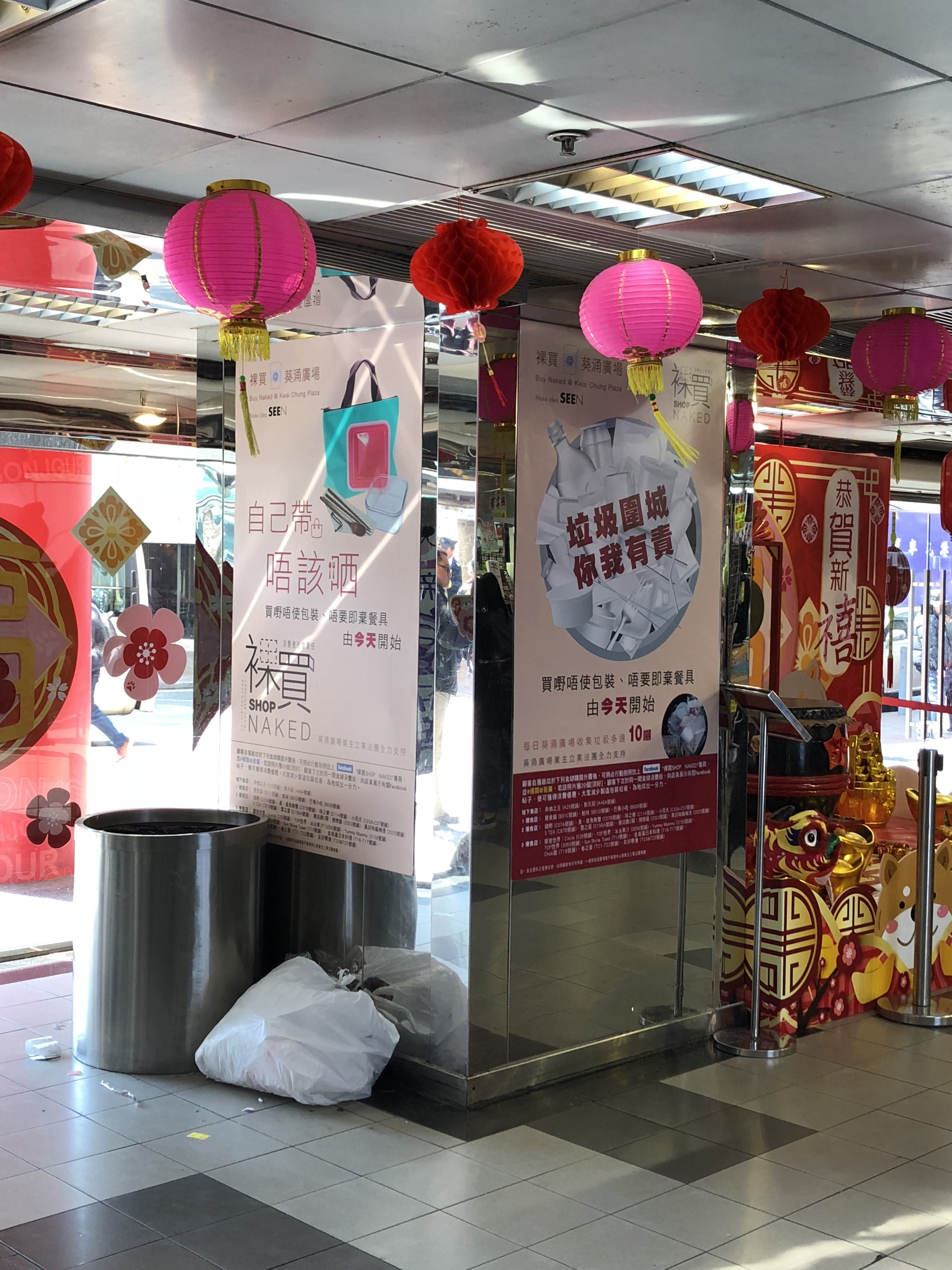
葵涌廣場內的宣傳海報

葵涌廣場內約有70間餐廳，多以外賣為主，每日製造的垃圾達9至10噸，令垃圾車不勝負荷。葵涌廣場位處葵芳的中心點，人流暢旺，除吸引成年人閒逛外也深受年輕人歡迎，令環保概念易於散開，現時葵涌廣場已成為香港第一個裸買友善商場。葵涌廣場內至少已有20間商舖參與裸買行動，支持裸買行動的店主會貼上裸買貼紙以示識別並提供一定優惠，例如賣章魚燒的林老闆就指「裸買」章魚燒可減價一元，若「裸買」的容器有其他污漬更可作簡單沖洗。而另一間售賣生果茶及甜品的店舖則表示願以減價兩元支持「裸買」。

## 正面影響
- 逢週日在中環天星碼頭的中環農墟「生活綠林計畫」都會出售小蘇打粉、自製環保洗衣粉和苦茶粉等。主辦機構在二零一七年九月開始將「裸買」構念帶到「生活綠林計畫」，歡迎市民自備容器到場。[14]
- 在台灣的好人會館，發起人黃榮墩響應香港的「裸買運動」，在台東、花蓮的農村和漁村遊說本地人轉用不鏽鋼容器，停用紙餐盒和塑膠餐盒吃外賣。好人會館代售的高麗菜、香蕉和柚子等農產品也以回收紙箱或麻布袋運送，並邀請消費者自備購物袋購買。[15]
- 香港前立法會議員（衞生服務界）李國麟在信報專欄中指裸買運動「鼓勵市民購買無包裝的貨品，自備食物盒、杯和購物袋等」，對香港的環保運動大有裨益。並指政府或可資助店舖，如客人不要包裝或自備餐具，即可提供優惠，以支持社區環保運動。[16]
- 台灣國立清華大學社會學研究所教授王俊秀在世界日報中指台灣司馬庫斯部落可從社會企業的角度推動「裸買」，建立部落的環保特色並減低當地的垃圾問題。[17]
- 傳媒對「裸買行動」的反應熱烈，香港大多主流報章都對裸買行動有廣泛報導，例如東方日報[12]、蘋果日報[18]、am730[19]、明報[14]、信報[6]、都市日報[20]、晴報[8]、香港電台網站中文新聞[21]等，香港電台的節目《自在八點半（消費）：環保消費》[22]和無線電視的節目《東張西望》[23]中亦有關於「裸買」的報導。

## 批評

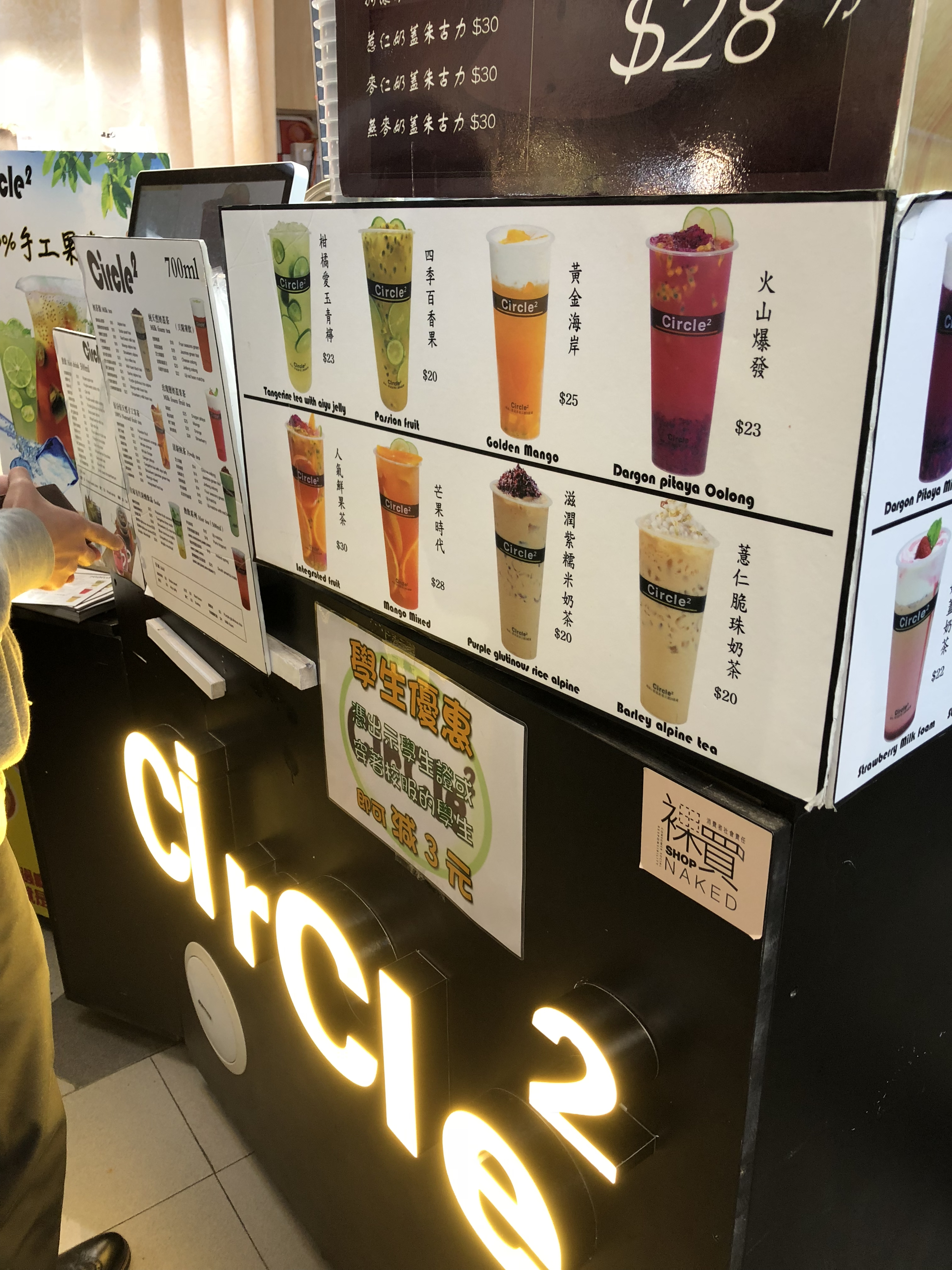
參與裸買的飲料店

有指在香港推行「裸買行動」時會對商戶帶來額外工作壓力，由於產品沒有獨立包裝，檔主量度份量時要多花時間。思網絡總監鄭敏華在信報旗下《優雅生活》的訪問中就指遊說商戶參加時「有些商戶很歡迎，亦有些商戶很猶豫，尤其是較為大眾化的餐廳，譬如一間蔗汁店，話已準備好支裝飲品，若客人帶杯來，會影響運作。」同時，鄭敏華亦指她「也找過連鎖店，結果對方只給了她一個市場部的電郵地址，她發出電郵，全部石沉大海。」
其次，亦有指市民對「裸買行動」的支持度不足。在無線電視的節目《東張西望》中，該節目用了半小時觀察三間參與「裸買行動」的店舖，最終亦沒有人進行「裸買」。在同一節目對店主的訪問中，其中一名店主表示會進行「裸買」的客人一天只有四、五個，且都是熟客為多，反映「裸買」距離真正普及尚有相當距離。